# هان شین
هان شین(در چینی:韩信، وید-جایلز: Hán Xìn) یک فرمانده نظامی و سیاستمدار چینی بود که در ستیز چو و هان به لیو بانگ خدمت می‌کرد و مشارکت زیادی در تأسیس امپراطوری هان داشت. هان شین در کنار ژانگ لیانگ و زیائو هی، یکی از سه «قهرمان ابتدای دودمان هان» (در چینی:漢初三傑) نامیده می‌شود.
هان شین بیشتر به عنوان رهبر نظامی نابغه در به‌کار بردن استراتژی‌ها و تاکتیک‌های جنگی به یاد آورده می‌شود؛ برخی ازین استراتژی‌ها و تاکتیک‌ها منبع سبک‌های ویژه چینی بودند. او در نبرد شکست‌ناپذیر بود و برای همین موفقیت‌ها به او لقب «خدای جنگ» داده شده‌است. برای به رسمیت شناختن مشارکت هان شین، لیو بانگ در سال ۲۰۳ پ. م عنوان پادشاه چی و در سال بعدش عنوان پادشاه چو را به او اعطا کرد. با این حال، لیو بانگ از رشد نفوذ او ترسید و در نهایت در اواخر سال ۲۰۲ پ. م اختیارات او را به «مرزبان هوایان» کاست. در سال ۱۹۶ پ. م، هان شین متهم به مشارکت در یک شورش شد و به دام افتاد و به دستور ملکه لو اعدام شد.